# Liste der Monuments historiques in Landerrouet-sur-Ségur
Die Liste der Monuments historiques in Landerrouet-sur-Ségur führt die Monuments historiques in der französischen Gemeinde Landerrouet-sur-Ségur auf.

## Liste der Bauwerke
| Bezeichnung       | Beschreibung | Standort | Kennzeichnung | Schutzstatus | Datum | Bild           |
| ----------------- | ------------ | -------- | ------------- | ------------ | ----- | -------------- |
| Mühle von Loubens |              | (Lage)   | PA00083907    | Classé       | 2000  | weitere Bilder |

## Liste der Objekte
| Bezeichnung   | Beschreibung            | Standort                        | Kennzeichnung | Schutzstatus | Datum | Bild |
| ------------- | ----------------------- | ------------------------------- | ------------- | ------------ | ----- | ---- |
| Weihrauchfass | Kupfer, 17. Jahrhundert | in der Kirche Notre-Dame (Lage) | PM33000557    | Classé       | 1908  |      |